# Temognatha parvicollis
Temognatha parvicollis es una especie de escarabajo del género Temognatha, familia Buprestidae. Fue descrita científicamente por Saunders en 1869.